# Yolandi Visser
Pour les articles homonymes, voir Visser.
Anri du Toit, connue sous le nom de scène de Yolandi Visser (typographié Yo-Landi Vi$$er), née le 1er décembre 1984 à Port Alfred, est une chanteuse sud-africaine membre du groupe de hip-hop rave sud-africain Die Antwoord.

## Biographie

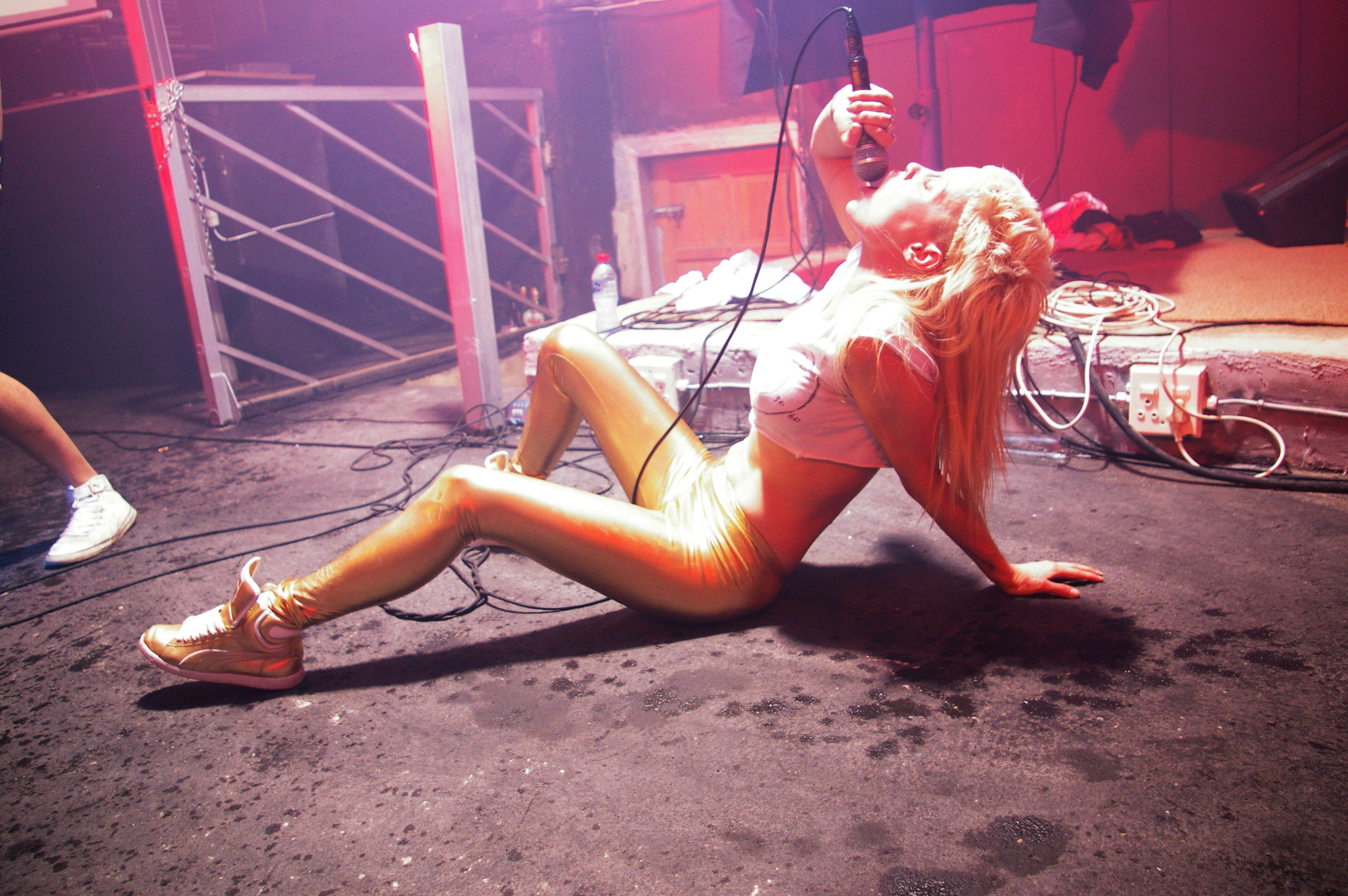
Yolandi Visser lors d'un concert en 2006.

Son père adoptif, Ben du Toit, est directeur des communications de l'Église réformée hollandaise (NG Kerk), un des mouvements religieux les plus conservateurs d'Afrique du Sud.
Elle a donné naissance en 2005 à Sixteen Jones, fille du rappeur principal du groupe Die Antwoord, Watkin Tudor Jones alias « Ninja ». Yolandi a aussi fait partie des projets MaxNormal.TV et The Constructus Corporation (en) auxquels elle a participé avec Watkin Tudor Jones.
Yolandi Visser et le groupe Die Antwoord glorifient la culture « zef », c'est-à-dire la culture White trash.

## Polémiques
En 2019, l'ancien cadreur de son groupe publie une vidéo d'un festival en Australie datant de 2012 où l'on peut voir les membres du groupe Die Antwoord agresser un musicien homosexuel, Andy Butler. On entend Yolandi Visser encourager le conflit, et crier « Run, faggot, run!  » (cours, pédé, cours), puis rire  après qu'un membre de son groupe ait frappé Andy Butler. On voit ensuite les deux chanteurs accuser Andy Butler d'avoir agressé Yolandi Visser peu de temps auparavant dans les toilettes du festival, puis on les voit se féliciter. La vidéo devient virale. Le groupe est alors exclu de deux festivals et annonce l'annulation de sa tournée américaine. Le groupe répond que le cadreur a tordu la vérité dans son montage, que le groupe n'est pas homophobe et compte des membres homosexuels, et que le conflit avec Andy Butler avait commencé bien avant les événements filmés par le cadreur.
Le 28 février 2020, lors du Future Music Festival à Sydney en Australie, elle publie une photo du rappeur Drake sur son profil Instagram avec le titre « I’m a massive faggot  » (je suis un gros pédé).
En 2011, le groupe publiait le morceau Fok Julle Naaiers qui faisait usage du mot « faggot ». Le groupe expliqua que leur DJ, lui-même homosexuel, utilise ce mot de manière décomplexée, et que la sensibilité sémantique autour de ce mot semble surtout venir des États-Unis.
En 2022, le fils adoptif de Ninja et Yolandi, Gabriel « Tokkie » du Preez, accuse ces derniers de mauvais traitements, agressions sexuelles et d'esclavage sur lui et sa sœur Meisie dans une vidéo publiée sur Youtube.

## Discographie
Avec Max Normal :
- 2001 : Songs from the Mall

Avec The Constructus Corporation :
- 2003 : The Ziggurat

Avec MaxNormal.TV :
- 2007 : Rap Made Easy
- 2008 : Good Morning South Africa

Avec Die Antwoord :
- 2009 : $O$
- 2010 : 5 (EP)
- 2010 : $O$ (réédition)
- 2012 : Tension
- 2014 : Donker Mag
- 2016 : Mount Ninji and Da Nice Time Kid
- 2020 : HOUSE OF ZEF

## Filmographie
- 2011 : Umshini Wam de Harmony Korine (court métrage) : Yolandi
- 2015 : Chappie de Neill Blomkamp : Yolandi (créditée Yolandi Vi$$er)